# Alsógáld község
Alsógáld község (románul: Comuna Galda de Jos) község Fehér megyében, Romániában. Központja Alsógáld, beosztott falvai Borosbenedek, Csáklya, Felsőgáld, Kismindszent, Lupșeni, Măgura, Poiana Galdei, Rajkány, Vajasd és Zăgriș.

## Népessége
1850-től a népesség alábbiak szerint alakult:
| Lakosok száma | 5027 | 5402 | 5899 | 6124 | 6397 | 5561 | 4863 | 4882 | 4516 | 4373 |
|               | 1850 | 1880 | 1900 | 1920 | 1941 | 1977 | 1992 | 2002 | 2011 | 2021 |

A 2011-es népszámlálás adatai alapján a község népessége 4516 fő volt, melynek 89,08%-a román és 6,6%-a magyar. Vallási hovatartozás szempontjából a lakosság 86,27%-a ortodox, 6,44%-a református és 1,3%-a görögkatolikus.

## Nevezetességei
A község területéről az alábbi épületek és építmények szerepelnek a romániai műemlékek jegyzékében:
- az alsógáldi Istenszülő születése templom (LMI-kódja AB-II-m-A-00219)
- a borosbenedeki református templom (AB-II-a-B-00185)
- a felsőgáldi Szent arkangyalok templom (AB-II-m-A-00220)
- a kismindszenti Szent Paraszkiva-templom (AB-II-m-A-00252)

Országos szinten védett területek:
- Cheile Văii Cetăţii természetvédelmi rezervátum
- Bulzul Gălzii természetvédelmi rezervátum
- Cheile Gălzii természetvédelmi rezervátum

## Híres emberek
- Borosbenedeken születtek 1919-ben Xantus Gyula (1919–1993) festőművész[8] és Nicolaie Pascu-Goia(wd) (1922) szobrász.[9]